# شته‌های کاج
شته‌های کاج (نام علمی: Adelgidae) نام یک تیره از زیرراسته سینه‌بینیان است.